# Campeonato Europeo de Patinaje Artístico sobre Hielo de 1998
El LXXXIX Campeonato Europeo de Patinaje Artístico sobre Hielo se realizó en Milán (Italia) del 10 al 18 de enero de 1998. Fue organizado por la Unión Internacional de Patinaje sobre Hielo (ISU) y la Federación Italiana de Deportes sobre Hielo.
Participaron en total 134 patinadores de 34 países europeos.

## Resultados

### Masculino
| Puesto | Nombre                | País  | Puntos |
| ------ | --------------------- | ----- | ------ |
| Oro    | Alekséi Yagudin       | Rusia | 1,5    |
| Plata  | Yevgueni Pliúshchenko | Rusia | 3,5    |
| Bronce | Aleksandr Abt         | Rusia | 5,0    |

### Femenino
| Puesto | Nombre            | País     | Puntos |
| ------ | ----------------- | -------- | ------ |
| Oro    | Mariya Butýrskaya | Rusia    | 3,5    |
| Plata  | Irina Slútskaya   | Rusia    | 3,5    |
| Bronce | Tania Szewczenko  | Alemania | 3,5    |

### Parejas
| Puesto | Nombre                                | País    | Puntos |
| ------ | ------------------------------------- | ------- | ------ |
| Oro    | Yelena Berezhnaya / Antón Sijarulidze | Rusia   | 1,5    |
| Plata  | Oksana Kazakova / Artur Dimitriev     | Rusia   | 3,5    |
| Bronce | Sarah Abitbol / Stéphane Bernadis     | Francia | 4,0    |

### Danza en hielo
| Puesto | Nombre                               | País    | Puntos |
| ------ | ------------------------------------ | ------- | ------ |
| Oro    | Oksana Grishchuk / Yevgueni Plátov   | Rusia   | 2,6    |
| Plata  | Anzhelika Krylova / Oleg Ovsiánnikov | Rusia   | 3,4    |
| Bronce | Marina Anissina / Gwendal Peizerat   | Francia | 6,0    |

## Medallero
| Núm. | País     | Oro | Plata | Bronce | Total |
| ---- | -------- | --- | ----- | ------ | ----- |
| 1    | Rusia    | 4   | 4     | 1      | 9     |
| 2    | Francia  | 0   | 0     | 2      | 2     |
| 3    | Alemania | 0   | 0     | 1      | 1     |
|      | TOTAL    | 4   | 4     | 4      | 12    |